# Taufbecken (Gassicourt)

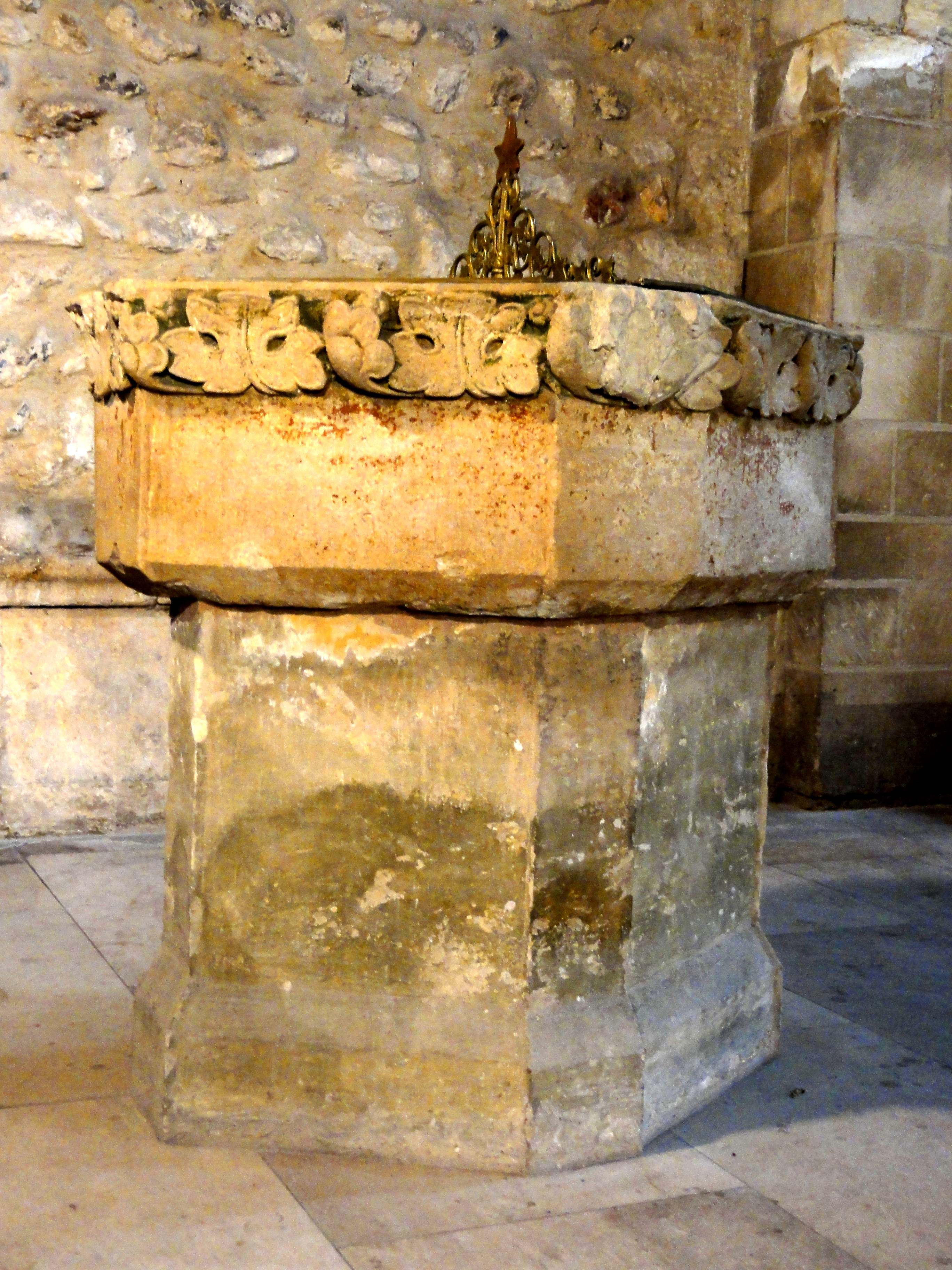
Taufbecken in Gassicourt

Das Taufbecken in der katholischen Pfarrkirche Ste-Anne in Gassicourt, einem Stadtteil von Mantes-la-Jolie im französischen Département Yvelines in der Region Île-de-France, wurde im 13. Jahrhundert geschaffen. 
Im Jahr 1862 wurde das gotische Taufbecken als Monument historique in die Liste der geschützten Objekte (Base Palissy) in Frankreich aufgenommen.
Das ein Meter hohe Taufbecken aus Kalkstein hat die Form eines unregelmäßigen Achtecks. Der obere Rand ist mit einem Weinlaubfries verziert.